# 怒之鐵拳系列
怒之鐵拳，是由日本的世嘉公司所開發與發行的系列作，為著名的橫向捲軸打鬥類型清版動作遊戲之一。其標題原名「Bare Knuckle」的意思是指空手格鬥的用語。在台灣，該遊戲也叫做「格鬥三人組」（因系列最初作玩家角色為三人）或「格鬥四人組」（因怒之鐵拳2玩家角色增為四人）。

## 系列作概要
怒之鐵拳系列於1991年至1994年在Mega Drive上共出過三個作品，但此後SEGA就沒有推出新續作。遊戲類型為橫向捲軸打鬥型的動作遊戲，玩法就是操作角色運用其拳腳功夫去接連打倒路途上的各個敵人，與卡普空的街頭快打系列很類似，兩者皆為此類型遊戲的名作。本系列作品基本上是由世嘉第七AM研究開發部所製作，而在遊戲音樂部份，基本上是由古代祐三負責作曲。
系列作的一代與二代有推出Game Gear版本，在歐洲還有推出世嘉Master System版本。
2003年，西班牙遊戲製作小組炸彈遊戲(Bombergames)沒有考慮版權問題，製作了怒之鐵拳重製版。由於反響熱烈，並且本身就涉嫌侵權，世嘉於2011年對炸彈遊戲(Bombergames)提出警告，要求該小組不再製作重製版，並且不再提供下載（儘管如此，怒之鐵拳重製版依然能夠下載到）。但是其他民間續作版本（尤其在OpenBOR平台上的）仍然不斷被製作出來。
2018年，SEGA與Dotemu合作開發怒之鐵拳4並於2020/4/30發售。

## 遊戲系列版本

### 怒之鐵拳
怒之鐵拳系列第一部作品，發行於1991年8月2日。講述三個離職警察為了城市和平而打敗黑幫頭目—Mr.X的故事。

### 怒之鐵拳2
怒之鐵拳系列第二部作品，發行於1993年1月14日。講述第一部作品中男主角艾克賽爾、女主角布蕾茲、他們的摔角手朋友麥克斯和亞當的弟弟薩米（歐版和美版叫Skate）為營救被東山再起的Mr.X綁架的亞當而再次與惡勢力戰鬥的故事。這部作品里，玩家角色的招數較第一部作品豐富許多，打法更加多變。

### 怒之鐵拳3
怒之鐵拳系列第三部作品，發行於1994年3月18日。本作的日版和美版在劇情上、角色穿着、敵人名稱、敵人數量、遊戲難度、結局有所差異。
Mr.X於死亡前將自己的大腦與電腦結合再次以毀滅世界作為野望所展開的選擇性劇情

### 怒之鐵拳4
怒之鐵拳系列第四部作品，DotEmu、Yooreka Studio、Lizardcube和Guard Crush Games負責開發。2020/4/30發售(日版實體於2020/7/30發售)。4代在承襲傳統的遊戲方式的同時加入現代的遊戲系統、新繪的遊戲畫面，並收錄知名作曲家參與創作的音樂。艾克賽爾·史東、亞當·杭特、布蕾茲·菲爾汀與新角-亞當的女兒崔莉·杭特以及吉伯特博士的徒弟弗洛伊德・伊雷利亞將會重新相聚，故事時間為3代完結的十年後。
DLC-X先生的夢魘(另稱夢魘的回魂曲)於2021年7月15日推出並發行免費DLC角色：艾斯特爾(ESTAL)、自2代登場後回歸的麥克斯(MAX)、希瓦(Shiva)、需密技輸入解鎖的袋鼠(ROB)以及新模式-生存模式，於生存模式能習得各角色（除1代角色僅學到新超級奧義外無新招）的新招。

## 外部連結
- バーチャルコンソール「ベア・ナックル 怒りの鉄拳」 （页面存档备份，存于）（日語）
- バーチャルコンソール「ベア・ナックルII 死闘への鎮魂歌」 （页面存档备份，存于）（日語）
- バーチャルコンソール「ベア・ナックルIII」 （页面存档备份，存于）（日語）
- バーチャルコンソール「ベア・ナックル IV」 （页面存档备份，存于）